# 排气阀门

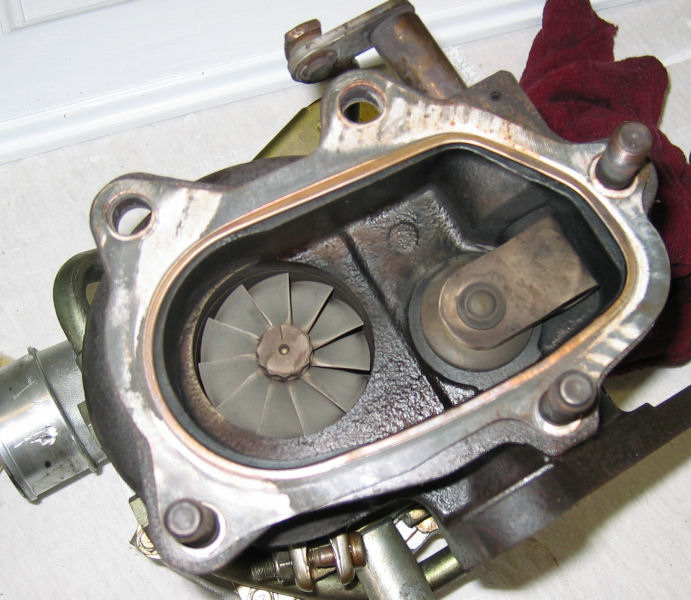
配备内置式排气阀门的涡轮增压器。阀门在涡轮扇叶的右边，但是在涡轮箱体的里面。上方露出一部分的是阀门传动杆。

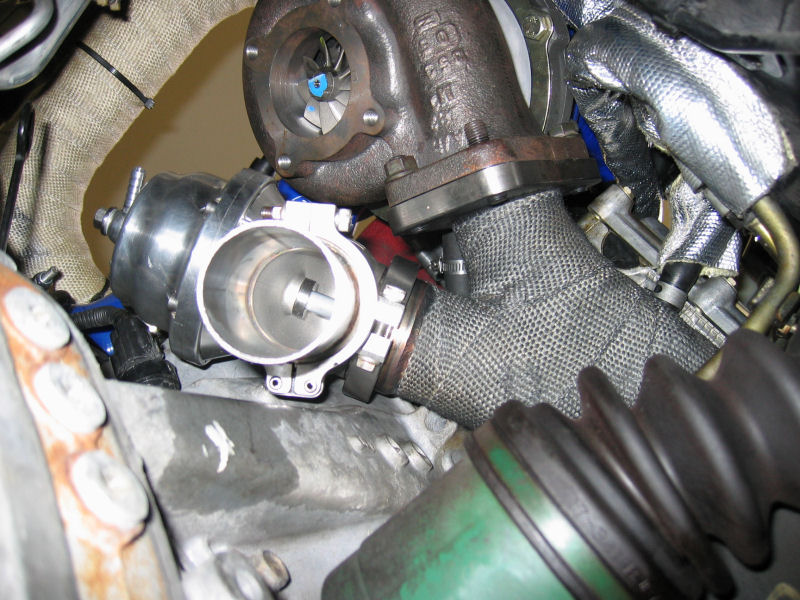
外置式排气阀门(左)。可见一部分的是嵌入排气阀的提升阀的机轴。阀门上方的是辅控口。不可见的是主控口。

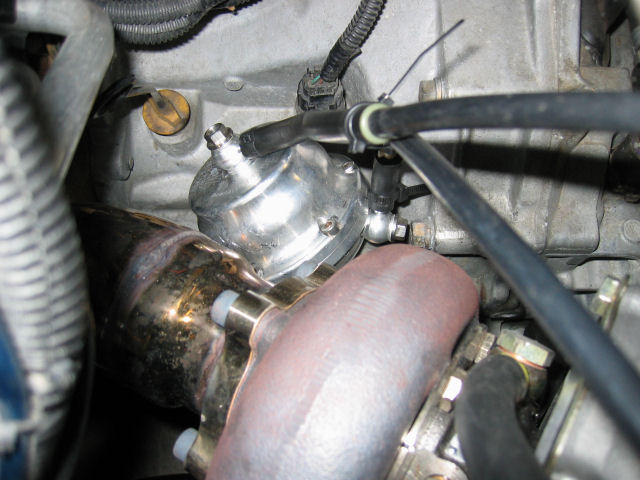
44mm双口Tial排气阀。侧口是主口。顶上方是辅口，正常运转时不工作。

排气阀门是一种涡轮增压式引擎系统上的从涡轮分离出废气的阀门。废气分离使得涡轮速度降低，也相应的降低了压缩机的转速。排气阀的主要功能是稳定涡轮增压系统的推进压力以保护引擎和涡轮增压器。排气阀门是由排气阀门传动装置控制的，传动装置又由进气歧管的压力控制。

## 排气阀门类型

### 内置式
内置式排气阀们是涡轮机盖的一部分。排气阀们的传动装置一般都用一个金属支架固定在压缩机盖上。内置排气阀门一般使用舌形阀门。内置式阀门因为它低廉的造价被广泛使用，但是它不适合用在大马力引擎上。太小的内置式阀门经常会引起增压蠕动或增压摆动，一般表现为波动或不协调的动力曲线。

## 大气式/分离式排气阀门
分离式排气阀把废气直接排放到大气中，而不通过引擎末端的排气装置回收废气。这样可以防止尾气的气流紊乱和降低排气系统的总背压。分离式排气阀门排气管一般被称作“尖叫管”(screamer pipe)，由于没有经过消音处理的废气会产生巨大的噪声。 
内置式排气阀门一般不能直接排放到大气中因为内置阀门口和涡轮出口导风轮不是处于同一机箱。偶尔内置排气阀的涡轮增压器的下悬排气管被称作“分离的”，是因为它集成了两根管子，其中一根只作排气阀门的功能。值得注意的是很难真正的区别涡轮和排气阀门的废气气流。所以内置式排气阀门一般很少配备外置排气管。

## 排气阀门噪声
有一个很常见的错误的汽车用语叫“排气门抖動”(wastegate chatter)或“涡轮摆声”(turbo flutter)，, 這是渦輪增壓車在节流阀關閉時會發生的一種噪音。
这种噪声实际上是在气流突然被节流阀截止后，增压器产生的压缩空气通过压缩器扇叶流回。然而在某些时候，比如节流阀不能及时打开或者被调节成只对于高增压有反应，一些咯咯声还会残留。柴油机上有时当涡轮试图压缩空气到比压缩机扇叶工作压力比更高的高压缩比时候会发生涌流。柴油机没有倾斜阀因为柴油机没有节流阀。
这种噪声在WRC拉力汽车上很明显，因为这种汽车上禁止使用倾斜阀。

## 参看
- 自动性能控制(APC)
- 倾斜阀
- 废气再循环(EGR)